# 袁升
袁升。庆元府鄞县（今属浙江省宁波市海曙区）人，宋朝人物，因品行高尚著称。

## 生平
子袁韶，孙袁洪，曾孙袁桷。有学名，仕至明州助教，工作勤奋、为人谨慎，没有过失。而《宋史》中载其为“为郡小吏，给事通判厅”。

## 袁升还妾
“袁升还妾”是宋朝著名典故。说的是：
- 袁升夫妇到了五十多岁还没有子女子。一日，妻子备了钱，要他到临安（现杭州）去买一个妾，好生育子女。袁升去了临安，买了一个女子。可是该女子脸色忧愁，袁升就问她原因。女子哭着说自己原是临安知府赵氏的女儿，因父亲病逝后，家道中落，母亲就想把她卖了维持家计，卖身的钱，可以埋葬父亲[4]。袁升听了，大为感动，就把那个女子送了回去，并未向女子家要还媒钱，还把自己身上所带的钱都送给他们一家[5]。袁升回到家中，妻子问他为何没带妾回来，袁升就把此事原委告知妻子，并认为无子嗣是自己命中注定[6]。妻子听后很高兴，认为他品德高尚，将来一定会有儿子。果然第二年，他的妻子就生了一个儿子，取名袁韶[7]。袁韶后来成为朝廷命官，位至参知政事（即副宰相），赠少傅、太师，封越国公。[8]

当时有诗：袁升买妾， 义而归之， 不求聘礼， 复赠余赀。
袁升身后因子而贵，封太师、卫国公。

## 著作
- 《钱塘先贤传》，一卷，附录一卷，袁升 撰[10]